# Decs vasútállomás
Decs vasútállomás egy Tolna vármegyei vasútállomás, Decs nagyközségben, a MÁV üzemeltetésében. A község belterületének nyugati felében helyezkedik el, közúti elérését az 5113-as útból kiágazó 51 372-es számú mellékút biztosítja.

## Vasútvonalak
Az állomást az alábbi vasútvonalak érintik:
- Rétszilas–Bátaszék-vasútvonal

## Kapcsolódó állomások
A vasútállomáshoz az alábbi állomások vannak a legközelebb:
- Őcsény megállóhely (Rétszilas–Bátaszék-vasútvonal)
- Bátaszék vasútállomás (Rétszilas–Bátaszék-vasútvonal)

## Forgalom
| Járat             | Útvonal | Gyakoriság                     |
| ----------------- | --- | ------------------------------ |
| személyvonat      | Sárbogárd – Rétszilas – Cece – Vajta – Nagydorog – Tengelic – Fácánkert – Tolna-Mözs – Szekszárd-Palánk – Szekszárd – Őcsény – Decs – Bátaszék (– Alsónyék – Pörböly – Baja) | Napi 3 pár                     |
| személyvonat      | Tolna-Mözs → Szekszárd-Palánk → Szekszárd → Őcsény → Decs | Munkanapokon 1 Decs felé       |
| személyvonat      | Tolna-Mözs → Szekszárd-Palánk → Szekszárd → Őcsény → Decs → Bátaszék → Alsónyék → Pörböly → Baja                                                                             | Munkanapokon 1 Baja felé       |
| személyvonat      | Szekszárd → Őcsény → Decs → Bátaszék | Munkanapokon 1 Baja felé       |
| személyvonat      | Bátaszék → Decs → Őcsény → Szekszárd → Szekszárd-Palánk → Tolna-Mözs | Munkanapokon 2 Tolna-Mözs felé |
| személyvonat      | Decs → Őcsény → Szekszárd → Szekszárd-Palánk → Tolna-Mözs → Fácánkert → Tengelic → Nagydorog                                                                                 | Munkanapokon 1 Nagydorog felé  |
| Gemenc InterRégió | Székesfehérvár – Belsőbáránd – Sárbogárd – Cece – Vajta – Nagydorog – Tengelic – Fácánkert – Tolna-Mözs – Szekszárd – Őcsény – Decs – Bátaszék – Alsónyék – Pörböly – Baja   | 2 óránként                     |